# 13-я гвардейская бомбардировочная авиационная дивизия
13-я гвардейская бомбардировочная авиационная Днепропетровско-Будапештская ордена Суворова дивизия (13-я гв. бад) — авиационное соединение Военно-Воздушных сил (ВВС) Вооружённых Сил РККА бомбардировочной авиации, принимавшее участие в боевых действиях Великой Отечественной войны, вошедшая в состав ВВС Украины после распада СССР.

## История наименований дивизии
- 52-я авиационная дивизия;
- 52-я дальняя бомбардировочная авиационная дивизия;
- 52-я дальне-бомбардировочная авиационная дивизия;
- 24-я авиационная дивизия Дальнего действия;
- 3-я гвардейская авиационная дивизия Дальнего действия;
- 3-я гвардейская авиационная Днепропетровская дивизия Дальнего действия;
- 13-я гвардейская бомбардировочная авиационная Днепропетровская дивизия;
- 13-я гвардейская бомбардировочная авиационная Днепропетровско-Будапештская ордена Суворова дивизия;
- 13-я гвардейская тяжелая бомбардировочная авиационная Днепропетровско-Будапештская ордена Суворова дивизия.

## История и боевой путь дивизии

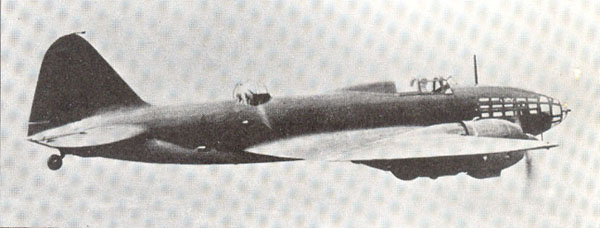
Самолёт Ил-4, состоящий на вооружении гвардейских полков дивизии.

13-я гвардейская бомбардировочная авиационная Днепропетровская дивизия 26 декабря 1944 года преобразована из 3-й гвардейской авиационной Днепропетровской дивизии Дальнего действия Директивой Генерального Штаба № орг.10/315706 от 26 декабря 1944 года и вошла в состав 2-го гвардейского бомбардировочного авиационного корпуса.
Дальнейший боевой путь дивизия прошла в составе 2-го гвардейского бомбардировочного авиационного корпуса 18-й воздушной армии. Сразу после переформирования в гвардейскую дивизия приняла участие в Будапештской операции. За образцовое выполнение заданий командования при овладении городом Будапешт дивизия получила почетное наименование «Будапештская».
С марта 1945 года дивизия действовала в интересах 1-го и 2-го Белорусских фронтов, принимая участие в Висло-Одерской, Восточно-Померанской, Кенигсбергской и Берлинской наступательных операциях. За период с мая 1943 года дивизия, действуя по уничтожению живой силы противника и бомбардированию военно-промышленных центров Германии и Венгрии объектов, выполнила 8159 боевых вылетов с боевым налетом 32 729 часов, сброшено 10 229 тонн бомб.

### Участие в операциях и битвах
- Висло-Одерская наступательная операция[3]— с 12 января 1945 года по 3 февраля 1945 года.
- Инстербургско-Кенигсбергская операция[3] — с 13 января 1945 года по 27 января 1945 года.
- Будапештская операция[3] — c 17 января 1945 года по 13 февраля 1945 года.
- Восточно-Померанская операция[3] — с 20 февраля 1945 года по 4 апреля 1945 года.
- Верхне-Силезская операция — с 15 марта 1945 года по 31 марта 1945 года.
- Кенигсбергская операция[3] — с 6 апреля 1945 года по 9 апреля 1945 года.
- Берлинская операция — с 16 апреля 1945 года по 8 мая 1945 года.
- Пражская операция — с 8 по 10 мая 1945 года.

### В действующей армии
В составе действующей армии дивизия находилась с 26 декабря 1944 года по 10 мая 1945 года.

### Командир дивизии
| Звание                                   | Имя                             | Период                                  | Примечание                                 |
| ---------------------------------------- | ------------------------------- | --------------------------------------- | ------------------------------------------ |
| гвардии полковник, генерал-майор авиации | Бровко Иван Карпович            | 26 декабря 1944 года — ноябрь 1947 года | убыл в Военную академию Генерального штаба |
| гвардии генерал-майор авиации            | Сажин Николай Иванович          | май 1948 года — декабрь 1950 года       | убыл командиром 81-го гв. тбак             |
| гвардии полковник                        | Морозов Василий Иванович        | 1950 — 1952                             |                                            |
| гвардии полковник                        | Бронза Борис Иванович           | 1952 — 1953                             |                                            |
| гвардии Генерал-майор авиации            | Дрянин Виталий Филиппович       | август 1953 года — ноябрь 1954 года     |                                            |
| гвардии полковник                        | Дмитриев Владимир Васильевич    | 1954 — 1958                             |                                            |
| гвардии генерал-майор авиации            | Козлов Михаил Данилович         | 1958 — 1960                             |                                            |
| гвардии генерал-майор авиации            | Юрченко Пётр Аксентьевич        | 1960 — 1969                             |                                            |
| гвардии генерал-майор авиации            | Василевский Александр Иванович  | 1969 — 1972                             |                                            |
| гвардии генерал-майор авиации            | Мухин Лев Владимирович          | 1972 — 1975                             |                                            |
| гвардии генерал-майор авиации            | Козлов Лев Васильевич           | 1975 — 1980                             |                                            |
| гвардии генерал-майор авиации            | Иванов Валентин Степанович      | 1980— 1985                              |                                            |
| гвардии генерал-майор авиации            | Столяров Леонид Ефимович        | 1985— 1989                              |                                            |
| гвардии генерал-майор авиации            | Гребенников Владимир Дмитриевич | 1989— 1992                              |                                            |
| гвардии генерал-майор авиации            | Котляр Геннадий Климович        | 1992 − 1993                             |                                            |
| гвардии генерал-майор авиации            | Горголь Валерий Иванович        | 1993 − 1994                             |                                            |
| гвардии генерал-майор авиации            | Жук Василий Иванович            | 1994 − 1995                             |                                            |

### В составе объединений
| Дата          | Армия (командование)                                 | Корпус (армия)                                               |
| ------------- | ---------------------------------------------------- | ------------------------------------------------------------ |
| 26.12.1944 г. | 18-я воздушная армия                                 | 2-й гвардейский бомбардировочный авиационный корпус          |
| 09.05.1945 г. | 18-я воздушная армия                                 | 2-й гвардейский бомбардировочный авиационный корпус          |
| 10.06.1945 г. | 18-я воздушная армия                                 | 2-й гвардейский бомбардировочный авиационный корпус          |
| 01.04.1946 г. | 2-я воздушная армия дальней авиации                  | 2-й гвардейский бомбардировочный авиационный корпус          |
| 20.02.1949 г. | 43-я воздушная армия дальней авиации                 | 70-й гвардейский бомбардировочный авиационный корпус         |
| 1950 г.       | 43-я воздушная армия дальней авиации                 | 70-й гвардейский тяжелый бомбардировочный авиационный корпус |
| 01.08.1956 г. | 43-я воздушная армия дальней авиации                 |                                                              |
| 01.08.1960 г. | Дальняя авиация                                      | 2-й отдельный тяжелый бомбардировочный авиационный корпус    |
| 01.08.1980 г. | Дальняя авиация                                      | 24-я воздушная армия ВГК ОН                                  |
| 01.09.1984 г. | Главное Командование Войск Юго-Западного Направления | 24-я воздушная армия ВГК ОН                                  |
| 01.01.1992 г. | Главное Командование Войск Юго-Западного Направления | 24-я воздушная армия ВГК ОН                                  |

### Послевоенная история дивизии

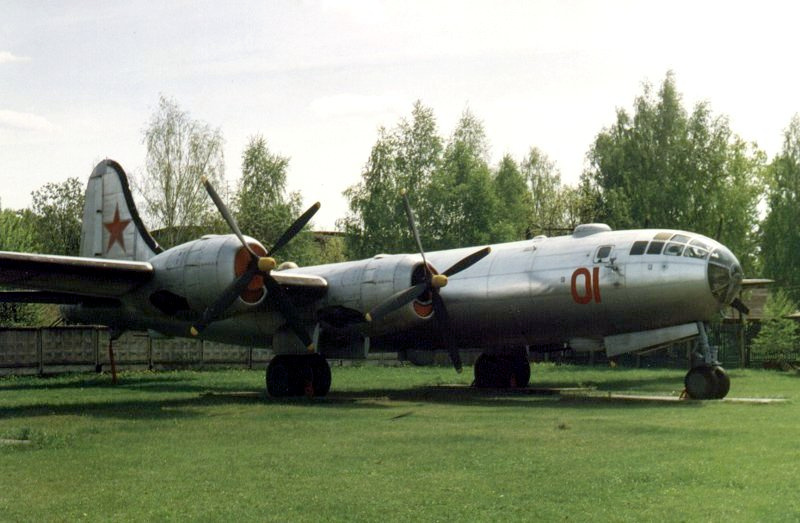
Самолет дивизии с 1949 по 1955 годы — Ту-4. На фото единственный сохранившийся в России экземпляр самолета в музее в Монино

После окончания войны дивизия входила в состав 2-го гвардейского бомбардировочного авиационного корпуса 18-й воздушной армии. С аэродромов под в Польше дивизия перебазировалась на аэродромы Полтава и Миргород. С апреля 1946 года дивизия в составе 2-го гвардейского бомбардировочного авиационного корпуса вошла в состав 2-й воздушной армии дальней авиации, созданной на базе 8-й воздушной армии. В 1949 году 2-й гвардейский бомбардировочный авиационный корпус переименован в 70-й гвардейский бомбардировочный авиационный корпус, а 2-я воздушная армия дальней авиации — в 43-ю воздушную армию дальней авиации. В 1949 году полки дивизии стали получать новую авиационную технику — самолеты Ту-4, оснащённые системой дозаправки топливом в воздухе и способные нанести ответные удары по передовым базам США в Западной Европе, в том числе в Англии. Дивизия и её полки к наименованию получили дополнительное наименование «тяжелая». С 1949 года дивизия именуется как 13-я гвардейская тяжелая бомбардировочная авиационная дивизия, а корпус — с 1950 года как 70-й гвардейский тяжелый бомбардировочный авиационный корпус.
С 1956 года все полки дивизии переучивались на новые самолеты — Ту-16, тяжёлый двухмоторный реактивный многоцелевой самолёт с возможностью доставки ядерных боеприпасов. В августе 1956 года 70-й гвардейский тяжелый бомбардировочный авиационный Брянский корпус расформирован и дивизия вошла в прямое подчинение 43-й воздушной армии дальней авиации.
В последующем дивизия входила последовательно во 2-й отдельный тяжелый бомбардировочный авиационный корпус, сформированный на базе соединений расформированной 43-й воздушной армии дальней авиации, с 1 августа 1980 года — в 24-ю воздушную армию ВГК ОН, сформированную на базе соединений 2-го отдельного тяжелого бомбардировочного авиационного корпуса. С 1 сентября 1984 года в составе армии вошла в Главное Командование Войск Юго-Западного Направления.
После распада СССР с 1 января 1992 года дивизия вошла в состав ВВС Украины.

## Части и отдельные подразделения дивизии
За весь период своего существования боевой состав дивизии претерпевал изменения:
| Период                        | Наименование                                                | Вооружение                                                                                         |
| ----------------------------- | ----------------------------------------------------------- | -------------------------------------------------------------------------------------------------- |
| 26.12.1944 — 21.12.1945 г.    | 20-й гвардейский бомбардировочный авиационный полк          | Ил-4, переименован в 202-й гв. бап                                                                 |
| 26.12.1944 — 1947 г.          | 224-й гвардейский бомбардировочный авиационный полк         | Ил-4, расформирован                                                                                |
| 26.12.1944 — 20.02.1949 г.    | 226-й гвардейский бомбардировочный авиационный полк         | Ил-4, Ту-4, переименован в 226-й гв. тбап                                                          |
| 21.12.1945 г. — 20.02.1949 г. | 202-й гвардейский бомбардировочный авиационный полк         | Ил-4, Ту-4, переименован в 202-й гв. тбап                                                          |
| 01.04.1946 г. — 20.02.1949 г. | 185-й гвардейский бомбардировочный авиационный полк         | Ил-4, Ту-4, переименован в 185-й гв. тбап                                                          |
| 20.02.1949 г. — 1961 г.       | 202-й гвардейский тяжелый бомбардировочный авиационный полк | Ту-4, Ту-16, расформирован                                                                         |
| 20.02.1949 г. — 01.05.1986 г. | 226-й гвардейский тяжелый бомбардировочный авиационный полк | Ту-4, Ту-16, расформирован                                                                         |
| 20.02.1949 г. — 01.01.1992 г. | 185-й гвардейский тяжелый бомбардировочный авиационный полк | Ту-4, Ту-16, Ту-22М2, Ту-22М3, передан в состав ВВС Украины                                        |
| 01.08.1960 г. — 12.02.1986 г. | 184-й гвардейский тяжелый бомбардировочный авиационный полк | Ту-16, Ту-22М3, передан в состав 201-й тбад                                                        |
| 01.02.1975 г. — 01.12.1989 г. | 52-й гвардейский тяжелый бомбардировочный авиационный полк  | Ту-16, Ту-22М2, передан в состав 43-го центра боевого применения и переучивания лётного состава ДА |

### Боевой состав на 9 мая 1945 года
| Наименование                                        | Вооружение |
| --------------------------------------------------- | ---------- |
| 20-й гвардейский бомбардировочный авиационный полк  | Ил-4       |
| 224-й гвардейский бомбардировочный авиационный полк | Ил-4       |
| 226-й гвардейский бомбардировочный авиационный полк | Ил-4       |

## Почётные наименования

Мемориальний комплекс лётчикам дивизии в Полтаве

- 13-й гвардейской бомбардировочной авиационной Днепропетровской дивизии присвоено почётное наименование «Будапештская»[7].
- 224-му гвардейскомубомбардировочному авиационному Ржевскому Краснознамённому полку присвоено почётное наименование «Будапештский»[7].
- 226-му гвардейскому Сталинградскому Краснознамённому бомбардировочному авиационному полку присвоено почётное наименование «Катовицкий»[8].

## Награды
- 13-я гвардейская бомбардировочная авиационная Днепропетровско-Будапештская дивизия за образцовое выполнение заданий командования в боях при овладении столицей Германии городом Берлин Указом Президиума Верховного Совета СССР награждена орденом «Суворова II степени».
- 20-й гвардейский бомбардировочный авиационный Севастопольский полк за образцовое выполнение заданий командования в боях при овладении столицей Германии городом Берлин Указом Президиума Верховного Совета СССР награждён орденом «Суворова III степени».

## Благодарности Верховного Главнокомандующего
Воинам дивизии объявлены благодарности Верховного Главнокомандующего:
- За отличие в боях при овладении городом и крепостью Гданьск — важнейшим портом и первоклассной военно-морской базой немцев на Балтийском море[9].
- За отличие в боях при овладении крепостью и главным городом Восточной Пруссии Кенигсберг — стратегически важным узлом обороны немцев на Балтийском море[10].
- За отличие в боях при овладении городами Франкфурт-на-Одере, Вандлитц, Ораниенбург, Биркенвердер, Геннигсдорф, Панков, Фридрихсфелъде, Карлсхорст, Кепеник и вступление в столицу Германии город Берлин[11].

## Отличившиеся воины дивизии

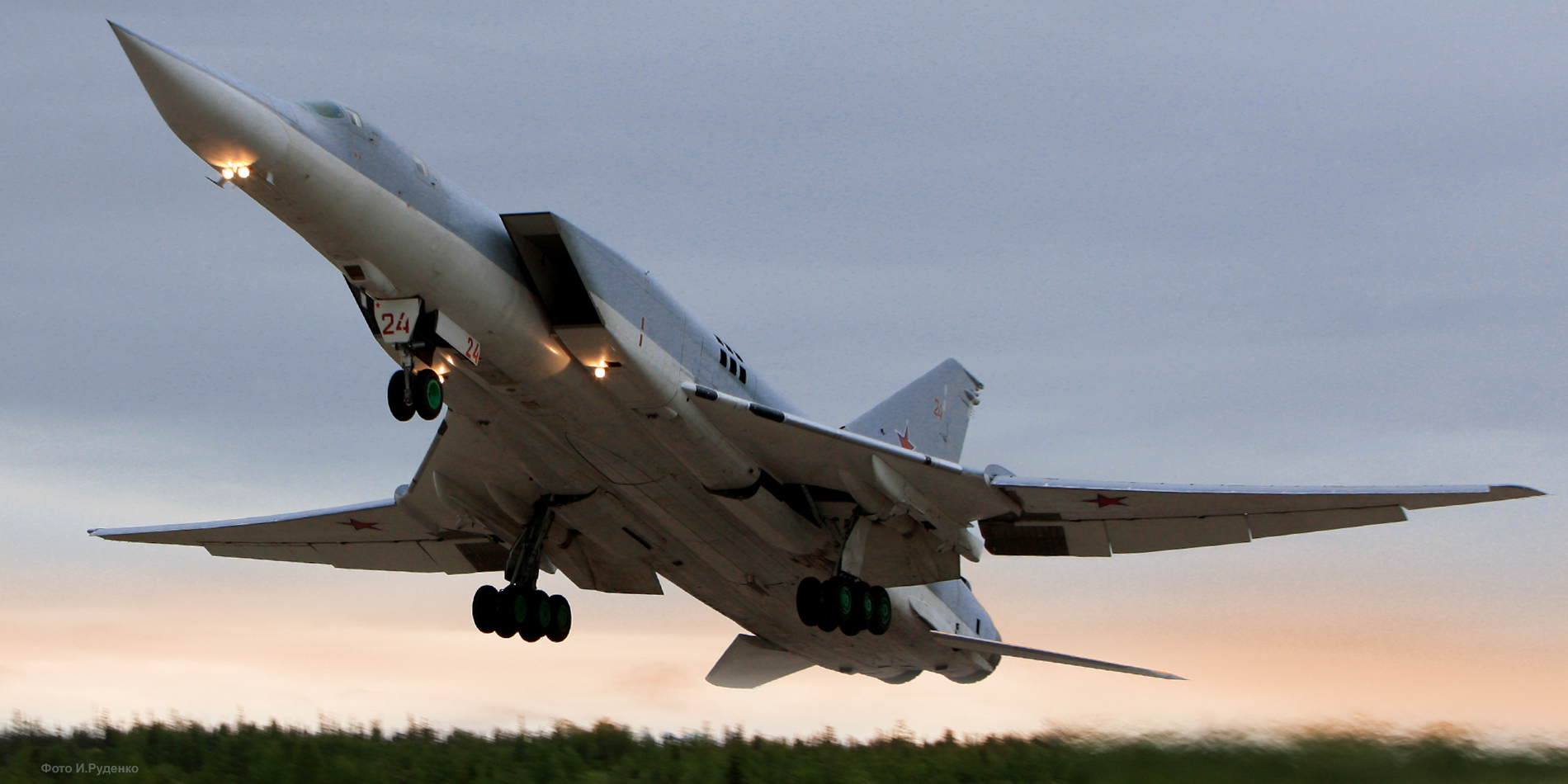
Самолёт Ту-22М3. Эти самолеты поступили на вооружении дивизии с 1984 года

- Андреенко, Евгений Георгиевич, старший лейтенант, лётчик 20-го гвардейского бомбардировочного авиационного полка 13-й гвардейской бомбардировочной авиационной дивизии 2-го гвардейского бомбардировочного авиационного корпуса (2-го формирования) 18-й Воздушной армии Указом Президиума Верховного Совета СССР 15 мая 1946 года удостоен звания Герой Советского Союза. Золотая Звезда № 9066.
- Грошев Леонид Петрович, капитан, штурман эскадрильи 20-го гвардейского бомбардировочного авиационного полка 13-й гвардейской бомбардировочной авиационной дивизии 2-го гвардейского бомбардировочного авиационного корпуса (2-го формирования) 18-й Воздушной армии Указом Президиума Верховного Совета СССР 15 мая 1946 года удостоен звания Герой Советского Союза. Золотая Звезда № 9078.
- Кирсанов, Иван Иванович, майор, командир эскадрильи 20-го гвардейского бомбардировочного авиационного полка 13-й гвардейской бомбардировочной авиационной дивизии 2-го гвардейского бомбардировочного авиационного корпуса (2-го формирования) 18-й Воздушной армии Указом Президиума Верховного Совета СССР 15 мая 1946 года удостоен звания Герой Советского Союза. Золотая Звезда № 9053.
- Лущенко Григорий Андреевич, капитан, штурман эскадрильи 20-го гвардейского бомбардировочного авиационного полка 13-й гвардейской бомбардировочной авиационной дивизии 2-го гвардейского бомбардировочного авиационного корпуса (2-го формирования) 18-й Воздушной армии Указом Президиума Верховного Совета СССР 15 мая 1946 года удостоен звания Герой Советского Союза. Золотая Звезда № 8295.
- Мелешко Олег Иванович, капитан, командир звена 20-го гвардейского бомбардировочного авиационного полка 13-й гвардейской бомбардировочной авиационной дивизии 2-го гвардейского бомбардировочного авиационного корпуса (2-го формирования) 18-й Воздушной армии Указом Президиума Верховного Совета СССР 15 мая 1946 года удостоен звания Герой Советского Союза. Золотая Звезда № 9032.
- Парахин Ефим Данилович, капитан, командир звена 226-го гвардейского бомбардировочного авиационного полка 13-й гвардейской бомбардировочной авиационной дивизии 2-го гвардейского бомбардировочного авиационного корпуса 18-й воздушной армии Указом Президиума Верховного Совета СССР 29 июня 1945 года удостоен звания Герой Советского Союза. Золотая Звезда № 8047.
- Родионов, Василий Иванович, майор, командир эскадрильи 20-го гвардейского бомбардировочного авиационного полка 13-й гвардейской бомбардировочной авиационной дивизии 2-го гвардейского бомбардировочного авиационного корпуса 18-й воздушной армии Указом Президиума Верховного Совета СССР 15 мая 1946 года удостоен звания Герой Советского Союза. Золотая Звезда № 9067.
- Сидоришин Алексей Петрович, старший лейтенант, командир звена 226-го гвардейского бомбардировочного авиационного полка 13-й гвардейской бомбардировочной авиационной дивизии 2-го гвардейского бомбардировочного авиационного корпуса (2-го формирования) 18-й Воздушной армии Указом Президиума Верховного Совета СССР 15 мая 1946 года удостоен звания Герой Советского Союза. Посмертно.
- Соляник Владимир Фёдорович, майор, заместитель командира 20-го гвардейского бомбардировочного авиационного полка 13-й гвардейской бомбардировочной авиационной дивизии 2-го гвардейского бомбардировочного авиационного корпуса (2-го формирования) 18-й Воздушной армии Указом Президиума Верховного Совета СССР 15 мая 1946 года удостоен звания Герой Советского Союза. Золотая Звезда № 9068.
- Тананаев Пётр Николаевич, майор, командир эскадрильи 20-го гвардейского бомбардировочного авиационного полка 13-й гвардейской бомбардировочной авиационной дивизии 2-го гвардейского бомбардировочного авиационного корпуса (2-го формирования) 18-й Воздушной армии Указом Президиума Верховного Совета СССР 15 мая 1946 года удостоен звания Герой Советского Союза. Золотая Звезда № 8082.
- Торопов, Артемий Демидович, капитан, штурман эскадрильи 20-го гвардейского бомбардировочного авиационного полка 13-й гвардейской бомбардировочной авиационной дивизии 2-го гвардейского бомбардировочного авиационного корпуса 18-й воздушной армии Указом Президиума Верховного Совета СССР 15 мая 1946 года удостоен звания Герой Советского Союза. Золотая Звезда № 8083.

## Базирование
| Период            | Аэродром                |
| ----------------- | ----------------------- |
| 05.1945 — 01.1992 | Полтава, Украинская ССР |